# Barakówka
Barakówka – część wsi Usarzów w Polsce położona w województwie świętokrzyskim, w powiecie opatowskim, w gminie Lipnik.
W latach 1975–1998 Barakówka administracyjnie należała do województwa tarnobrzeskiego.